# Носсендорф
Носсендорф (нем. Nossendorf) — община в Германии, в земле Мекленбург-Передняя Померания.
Входит в состав района Деммин. Подчиняется управлению Деммин-Ланд. Население составляет 773 человека (на 31 декабря 2010 года). Занимает площадь 35,10 км².
Коммуна подразделяется на 5 сельских округов.